# Amor a medias
Amor a medias è un singolo del gruppo musicale statunitense Ha*Ash, pubblicato il 8 giugno 2005 come primo singolo dal secondo album in studio Mundos opuestos.

## La canzone
La traccia, è stata scritta da Salvador Rizo e Áureo Baqueiro.

## Video musicale
Il video, diretto da Gustavo Garzón, è stato pubblicato su YouTube il 25 ottobre 2009. Il video ha raggiunto 38 milioni di visualizzazioni su Vevo.

### En vivo versione
Il video è stato girato sotto forma di esibizione dal vivo dal album En Vivo (2019). Il video è stato girato a Auditorio Nacional, Città del Messico (Messico). È stato pubblicato su YouTube il 6 dicembre 2019.

## Tracce
Download digitale
1. Amor a medias – 4:13 (Salvador Rizo, Áureo Baqueiro)

## Formazione
- Ashley Grace – voce, chitarra
- Hanna Nicole – voce, chitarra
- Salvador Rizo – composizione
- Áureo Baqueiro – programmazione, produzione
- Gerardo García  – chitarra
- Tommy Morgan  – armonica
- Gabe Witcher  – violino

## Classifiche
| Classifica (2005)        | Posizione massima |
| ------------------------ | ----------------- |
| Messico (Monitor Latino) | 4                 |